# Подводи-Кольонія
Подводи-Кольонія (пол. Podwody-Kolonia) — село в Польщі, у гміні Белхатув Белхатовського повіту Лодзинського воєводства.
Населення — 219 осіб (2011).
У 1975-1998 роках село належало до Пйотрковського воєводства.

## Демографія
Демографічна структура станом на 31 березня 2011 року:
|          | Загалом | Допрацездатний вік | Працездатний вік | Постпрацездатний вік |
| -------- | ------- | ------------------ | ---------------- | -------------------- |
| Чоловіки | 115     | 25                 | 86               | 4                    |
| Жінки    | 104     | 19                 | 63               | 22                   |
| Разом    | 219     | 44                 | 149              | 26                   |